# Allium sochense
Allium sochense är en amaryllisväxtart som beskrevs av Reinhard M. Fritsch och U.Turak. Allium sochense ingår i släktet lökar, och familjen amaryllisväxter. Inga underarter finns listade i Catalogue of Life.